# Интегрисани здравствени информациони систем Р. Србије
Интегрисани здравствени информациони систем Р. Србије (скраћено ИЗИС) је „централни електронски систем, у коме се чувају и обрађују сви медицински и здравствени подаци пацијената, подаци здравствених радника и сарадника, подаци здравствених установа, здравствене интервенције и услуге извршене у здравственим установама, подаци електронских упута и електронских рецепата, подаци о заказивању за специјалистичке прегледе, дијагностичке процедуре и хируршке интервенције.”  Како у Србији више од 65% грађана користи интернет, они су прва циљана група која ће имати прилику да искористи бенефите ИЗИС-а.

## Значај
Интегрисани здравствени информациони систем Р. Србије имплементиран је са задатком да:
- Обезбеђује јединство података у здравству и јединствену информационо-комуникацијску инфраструктуру за управљање збиркама података и пренос података.
- Омогући лакше и боље планирање у области здравствене заштите и стварања бољих здравствених политика увођењем интегрисаног здравственог информационог система.
- Повећа квалитет услуга пацијентима,
- Повећа транспарентност информација,
- Повећа  благовремено извештавање пацијената и шире јавности,
- Обезбеди транспарентан и објективан став према пацијентима
- Побољша приступ здравственим установама и тиме смањењем времена чекања на третман.[2]

## Предности
Преко ИЗИС-а омогућава се:
- Унос, прикупљање, складиштење и размена података везаних за здравствени систем у Републици Србији.
- Лак и ефикасан унос и ажурирање података кроз једноставан и интуитиван кориснички интерфејс.
- Складиштење, чување и одржавање података у централној бази података.
- Интеграција са постојећим системима, који се користе у Министарству здравља или у здравственим установама у државној својини.
- Обезбеђивање доступих здравствених података свим учесницима у здравственом систему, само, у складу са њиховим правима, улогама и одговорностима.[2]

## Мрежна инфраструктура
Мрежна инфраструктура се заснива на Cisco-вој (Nexus) i HP-овој технологији (VirtualConnect, односно FlexFabric). Заштита ради на нивоу Firewall-а, где је сваки корисник мрежно изолован и налази се у посебном VLAN-у. Поред заштите на нивоу firewall-a постоји и Intrusion Prevention System – IPS заштита као и Distributed Denial of Service – DDoS заштита.

## Софтверска конфигурација
Интегрисани здравствени информациони систем Р. Србије се заснива на примарној и секундарној софтверској конфигурацији, чије компоненте су приказане на доњој табели.
| Примарна серверска конфигурација | Секундарна серверска конфигурација                                                                                          |
| --- | --- |
| - Configuration Management and Orchestration Server, - Application Server – 10, - Database Server, - Load Balancer – 2, - Monitoring Server, - Central Logging Server, - DNS Server, - Backup Server, - BI OLAP Server | - Application Server – 10, - Database Server, - Load Balancer, - Monitoring Server, - Central Logging Server, - DNS Server. |

## Задаци корисника у систему
У систему се креирају различите улоге како би сваки корисник имао приступ:
- тачно одређеним функционалностима,
- приступ тачно одређеним подацима и
- дозволи за обављање одређеног типа радње у зависности од радних задатака које обавља.

Сваком кориснику у систему се додељује бар једна улога, како би сваки корисник кад се најави у систем, имао персонализован поглед. Таквом кориснику дозвољен је приступ само оним функционалностима дефинисаним према додељеним улогама. 
Примери дефинисаних улога у систему
- Суперадминистратор (МЗ)
- Администратор здравствене установе
- Директор здравствене установе
- Улога специјалисте
- Улога изабрани лекар
- Оператор у амбуланти
- Оператор у Call-центру
- Фармацеут

## Мере сигурности и ограничења
У систему је имплементирана једносмерна криптографска функција коришћењем hash и salt за чување лозинки корисника да би се спречило пробијање (нежељено откривање) лозинки.
Лозинка
- За већу безбедност система, лозинка представља комбинацију од најмање 8 алфанумеричких карактера, минимум једно велико слово и специјални знак.
- У систему је омогућено и постављање временског ограничења трајања лозинке.
- Све лозинке свакога корисника у систему се памте и није дозвољено коришћење једне те исте лозинке више пута.
- Сваки корисник аутоматски се одјављује у систему, након 15 минута неактивности.

## Подсистеми за интеграцију
Подсистем обезбеђује интерфејс за интеграцију са постојећим локалним информационим системима који се користе у јавним и приватним здравственим установама.
Web сервиси су документовани адекватном документацијом која се налази на web порталу за подршку, на који се именовани корисници система најављују корисничким именом и лозинком (корисници су фирме произвођачи софтвера). 
Интеграција се изводи имплементацијом web сервиса, разменом XML документа путем HTTPS конекције. 
Web сервиси могу бити: 
Јавни сервиси — без аутентификације, доступни свим корисницима. 
Заштићени сервиси — са аутентификацијом на нивоу корисника. Ови сервиси су доступни само аутентификованим корисницима, који приступају систему на основу принципа корисничког имена и лозинке добијене од ИЗИС-а и сесијског токена са временом истицања од једног сата после задње активности. 
Саставни део интегрисаног здравственог информационог система је API портал у коме је детаљно описан апликациони програмски интерфејс за интеграцију локалних информационих система (који се користе на примарном, секундарном и терцијарном нивоу) са интегрисаним здравственим информационим системом.